# Truver
Truverji (iz francoskega Trouvère, francoska izgovorjava: [tʁuvɛʁ]) so bili, podobno kot trubadurji, srednjeveški pesniki, ki so ustvarjali na področju severne Francije v jeziku, imenovanem langue d'oïl. Na njih so močno vplivali trubadurji iz Provanse, ki so svoje pesmi sestavljali v južnem srednjeveškem francoskem jeziku, imenovanem langue d'oc. Podobno kot trubadurji, so si tudi truverji sproti izmišljali melodijo pesmi, ki so jih peli pred občinstvom. Njihova umetnost je cvetela od druge polovice 12. do konca 14. stoletja. 
Eden prvih in najbolj slavnih truverjev Chrétien de Troyes, ki je ustvarjal v poznem 12. stol., je na dvoru princese Marije Capet, grofice Šampanje sestavil pesniški opus o vitezih okrogle mize kralja Arturja.